# Chu Lai
Chu Lai es un puerto marítimo y un área urbana e industrial situada en el distrito de Nui Thanh, provincia de Quang Nam, Vietnam. El Aeropuerto Internacional de Chu Lai da servicio a la ciudad. También es el lugar donde se encuentra la denominada Zona Económica Abierta de Chu Lai (vietnamita: Với Khu Kinh Tế Mở Chu Lai). 

## Historia

### Guerra de Vietnam

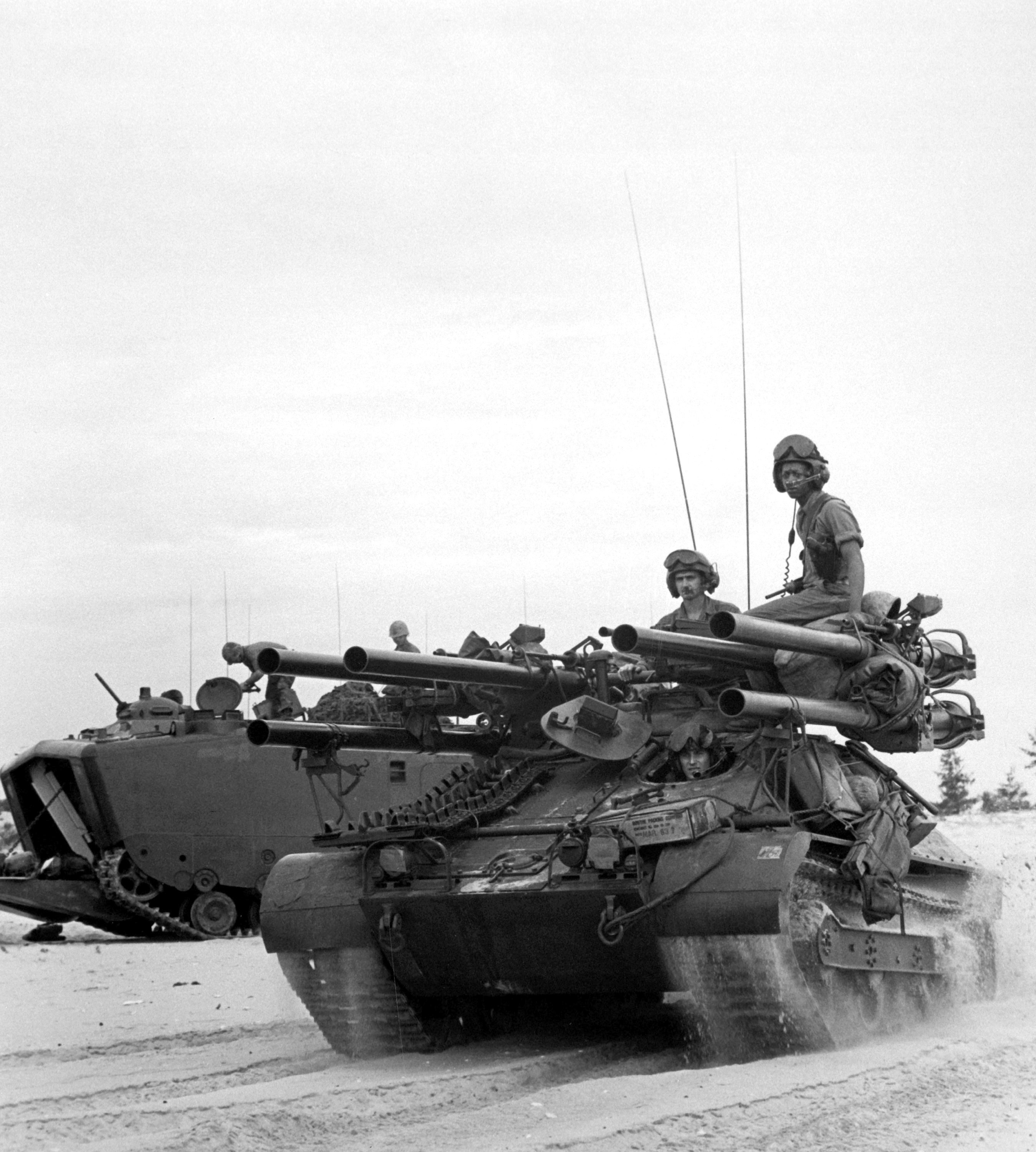
Un cazacarros estadounidense M-50 Ontos en la playa de Chu Lai busca una posición defensiva poco después de descender de las lanchas de desembarco a bordo del USS Thomaston, en junio de 1965.

Chu Lai fue una base militar del Cuerpo de Marines de los Estados Unidos entre los años 1965 y 1970, pasando luego a convertirse en base militar del Ejército de los Estados Unidos entre los años 1970 y 1971, durante la Guerra de Vietnam. La base contaba con un aeródromo que servía para complementar a la base principal estadounidense en Da Nang. Recibió su nombre no por ninguna característica geográfica local, sino por un nombre chino recordado por el teniente general Victor H. Krulak, comandante general de la Fuerza de Infantería de Marina de la Flota del Pacífico.